# 10877 Jiangnan Tianchi
10877 Jiangnan Tianchi eller 1996 UR är en asteroid i huvudbältet som upptäcktes den 16 oktober 1996 av de båda japanska astronomerna Takeshi Urata och Yoshisada Shimizu vid Nachi-Katsuura-observatoriet. Den är uppkallad efter Jiang Nan Tian Chi.
Asteroiden har en diameter på ungefär 7 kilometer.